# Ulica Wysoka w Poznaniu
Ulica Wysoka w Poznaniu – ulica w Poznaniu, zlokalizowana na osiedlu Stare Miasto, pomiędzy placem Wiosny Ludów na wschodzie, a ul. Piekary na zachodzie.
Ulica posiada unikatową, historyczną nawierzchnię brukową z częściowo zachowanymi rynsztokami. Na około połowie długości dysponuje jedną z najwęższych jezdni w mieście. Przy trakcie zlokalizowane są dwie zabytkowe kamienice – pod numerami 9/11 i 12 (obie z ok. 1900). Od strony ul. Piekary ulicę zamyka okazała postmodernistyczna kamienica z 1997 o elewacji zaakcentowanej ceglanymi pilastrami. Na zachodzie kontynuacją ul. Wysokiej jest Pasaż Apollo. W pobliżu znajdują się także wieżowce Piekary i centrum handlowe Kupiec Poznański.